# Liste des rois d'Airgíalla
Liste des rois d'Airgíalla, (vieil irlandais : Airgíalla, anglicisé en Oriel ) du VIIe au XVIe siècle. Le Royaume d'Airgíalla était l'un des trois royaumes majeurs, qui formaient ce qui est maintenant la province d'Ulster. Il était lui-même une confédération de neuf royaumes, dirigé par un de ses trois plus puissants rois, et sa royauté passa fréquemment entre plusieurs familles.

## Histoire
Selon les traditions pseudo-historiques le titre de roi d'Airgíalla aurait toujours appartenu aux descendants de Colla Uais et de ses frères après la conquête de ce territoire à l'incitation de Muiredach mac Fiachach. Les différents septs de cette famille prennent au XIe siècle les noms de Ua h-Eignigh (O'Hicknie, O' Heany, Hegney, Heagney, Haigney; descendants d'Eigneach), Ua Laidhgnen (O'Leighnin), Ua Cearbhaill (O'Carroll), Mac Mathgamna (Mac Mahon), Ua Anluain (O'Hanlon) et Ua Baigellain (O'Boylan) . 
Les Ua Cearbhaill anglicisé en O'Carroll, étaient selon la tradition, à l'époque de Saint Patrick, les « rois d'Oriel », ou du moins de la partie de ce royaume qui incluait le comté de Louth. Les O'Carrolls furent les « rois d'Oriel » jusqu'au XIIe siècle, époque à laquelle ils furent dépossédés par les Anglo-Normands commandés par Jean de Courcy. Donnchad Ua Cerbaill, prince d'Oriel, le dernier chef commémoré de cette dynastie, fonde la grande Abbaye de Mellifont dans le comté de Louth au XIIe siècle. Ses descendants; la famille Mac Mahon se font appeler les « Princes d'Oriel » jusqu'à la fin du XVIe siècle.
Sauf indication contraire, les dates spécifiées sont les dates d'accession et de mort.

## Rois d'Airgíalla légendaires
- Eochaid Doimlén
- Colla Uais
- Fiachu Tuirtri mac Colla Oiss roi des Ui Moccus Uais
- Daig Duirn mac Rochaid meic Colla Fochrith roi des Ui Chremthainn & Fir Manach ;
- Mac Eircc mac Meic Cairthinn, roi des Ind Airthir ;
- Cuanu mac Dairi descendant à la 4e génération de Fiachu Tuirtri ;
- Colman na nAirther descendant de Fiachrae Cassan, roi des Ind Airthir ;
- Colamn mac ÉOgain na nAirther, roi des Ui Meic Cairthinn ;

## Premiers rois d'Airgíalla vers 500
- Colga mac Loite mac Cruinn vers 513
- Cairpre Daim Argat mac Eochu mort en 514, roi des Ui Chremthainn ;
- Bécc mac Cuanach mort en 598 roi de Ui Moccu Uais & Ui Thuirtri ;
- Aed mac Colgan mort en 606
- Éogan mac Niallain, roi d'Ind Airthir ;
- Maelodhar Macha mort en 641
- Mael Bressail mac Mael Duin ua Ail, mort en 665, roi de Mugdorna ;

## Rois d'Airgíalla historiques
- Dunchad mac Ultan, tué en 677 (?)
- Mael Fothartaig mac Mael Dubh, vivant en 697
- Cu Masach mac Cathal, mort en 825
- Gofraidh mac Fearghus, vers 835
- Fogartach mac Mael Breasal, mort en 850/852
- Congalach mac Finnachta, mort en 874
- Mael Padraig mac Mael Curarada, mort en 882
- Maolcraeibhe mac Ui Duibhsinaigh, tué en 919 à la bataille d'Islandbridge
- Fogartach mac Donnagan mort 949
- Eigneach mac Dalach mort 963
- Donnagan mac Maelmuire mort 970
- Giollachrist mac Eigneach mort en 999
- Mathghamhain mac Leighinn mort en 1022
- Giollacoluim mac Giollachrist Ua h-Eignigh mort en 1048
- Leathlobhar mac Laidhgnen mort en 1078
- Ua Baoigheallain, tué en 1087.
- Aodh Ua Baoigheallain mort en 1093
- Ua h-Ainbhidh mort en 1095
- Cucaisill Ua Cearbhaill vers 1101
- Giollachrist Ua h-Eignigh mort en 1127
- Donnchad Ua Cerbaill avant 1154  tué en 1168
- Murchad Ua Cearbhaill mort en 1189
- Ua Cearbhaill mort en 1194.

## Rois d'Airgíalla: vers 1198–1590

### Mac Mathgamhna
- vers 1196-1208 : Niall mac Donnchada Ua Cearbhaill
- Eochaid mac Mathgahamna meic Neill, (????–1273);
- Brian mac Eochada, (1283–1311);
- Ralph/Roolb mac Eochada, (1311–1314);
- Mael Sechlainn mac Eochada?, (1314–????);
- Murchad Mor mac Briain, (????–1331);
- Seoan mac Maoilsheachlainn, (1331–1342);
- Aodh mac Roolb, (1342–1344);
- Murchadh Og mac Murchada, (1344–1344);
- Maghnus mac Eochadha, (1344–1357);
- Pilib mac Rooilbh, (1357–1362);
- Brian Mor mac Aodh, (1362–1365);
- Niall mac Murchadha, (1365–1368);
- Brian Mor mac Aodh, (1368–1371);
- Pilib Ruadh mac Briain, (1371–1403);
- Ardghal mac Briain, (1403–février 1416);
- Brian mac Ardghail, (1416–1442);
- Buaidhri mac Ardghail, (1442–1446);
- Aodh Ruadh mac Ruaidhri 1446–31 mars 1453);
- Feidhlimidh mac Briain, (1453–1466);
- Eochan mac Ruaidhri, (1466–1467);
- Reamonn mac Ruaidhri, (1467–novembre 1484);
- Aodh Og mac Aodha Ruaidh, (1485–16 septembre 1396);
- Brian mac Reamoinn, (1496–1497);
- Rossa mac Maghnusa, (1497–1513);
- Reamonn mac Glaisne, (1513–1er avril 1521);
- Glaisne Og mac Reamoinn, (1521–1551?);
- Art Maol mac Reamoinn, (1551–1560);
- Aodh mac Briain, (1560–1562);
- Art Ruadh mac Briain, (1562–1578);
- Sir Rossa Buidhe mac Airt, (1579–août 1589);
- Aodh Ruadh mac Airt (en), (1589–septembre/octobre 1590).